# Luga (Dresden)

Die Gemarkungen Groß- und Kleinluga

Luga ist ein Stadtteil im Südosten der sächsischen Landeshauptstadt Dresden. Er befindet sich am Stadtrand in den beiden Gemarkungen Groß- und Kleinluga und gehört größtenteils zum Stadtbezirk Prohlis.

## Geographie
Luga liegt 10 km südöstlich des Dresdner Stadtzentrums, der Inneren Altstadt, auf den langsam nach Süden ansteigenden flachen Hängen des Elbtalkessels, die südlich des Stadtteils im Lugberg eine Höhe von 207 m ü. NN erreichen. Kleinluga liegt hierbei südlicher und weiter bergwärts, die flächenmäßig etwas ausgedehntere Großlugaer Flur hingegen eher nördlich auf talwärtigem Terrain. Die Grenze zwischen beiden Gemarkungen verläuft weitestgehend entlang der Dohnaer Straße; Großluga erstreckt sich lediglich im Bereich seines im Osten Lugas gelegenen Dorfkerns auch südlich dieses Verkehrswegs.
Benachbarte Gemarkungen sind die anderen Dresdner Stadtteile Sporbitz im Nordosten, Großzschachwitz im Norden, Niedersedlitz im Nordwesten und Lockwitz im Westen. Im Süden und Osten grenzen entlang der Stadtaußengrenze Dresdens bereits Dohna sowie die Heidenauer Stadtteile Wölkau und Gommern an.
Die beiden Lugaer Gemarkungen gehören größtenteils zum statistischen Stadtteil Lockwitz. Ein Streifen im Norden der Gemarkung Großluga gehört zum statistischen Stadtteil Niedersedlitz; der äußerste Norden zwischen der Bahnstrecke Dresden–Bodenbach und dem Lockwitzbach, der hier im Bereich Bosewitzer Straße die Nordgrenze Lugas markiert, wird bereits zum statistischen Stadtteil Großzschachwitz und damit zum Stadtbezirk Leuben gezählt.

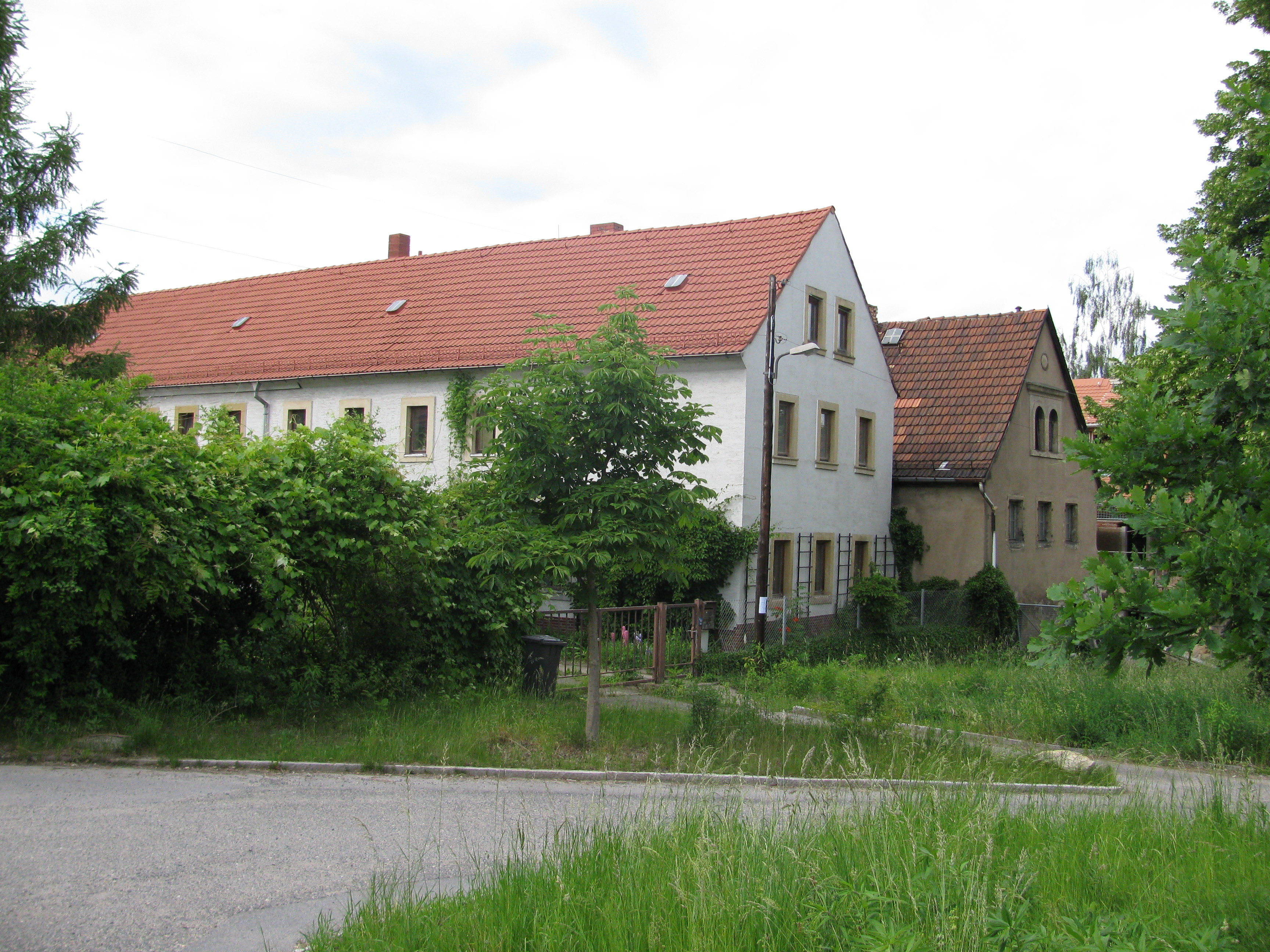
Lugaer Platz, Dorfkern Großlugas

Der Doppelstadtteil Luga hat zwei Ortskerne; in beiden blieben historische Bauerngehöfte erhalten, darunter Drei- und Vierseithöfe. Der Großlugaer Dorfplatz heißt Lugaer Platz und liegt in einer Höhe von 140 m ü. NN und damit ebenso wie der etwa 300 m weiter westlich gelegene Kleinlugaer Ortskern Teichplatz (150 m ü. NN) bereits deutlich oberhalb der Talsohle der Elbe. Der Maltengraben umfließt die Ortslage Luga im Westen und Norden und verursacht besonders nach heftigen Niederschlägen häufig flächige Überflutungen in angrenzenden Grundstücken. Zur Verminderung der Hochwassergefahr wurde im Maltental südwestlich von Luga ein Rückhaltebecken errichtet. Der Kleinlugaer Dorfteich wird hingegen vom Hallborn, einer kleinen Quelle, gespeist. Am Teichplatz steht ferner eine 1883 gepflanzte und mittlerweile als Naturdenkmal ND 88 ausgewiesene Luthereiche.
Besonders in Großluga, also nördlich der Dohnaer Straße, stehen Wohnsiedlungen. Die Ortslage ist von ausgedehnten unbebauten Flächen, häufig Feldern, umgeben, die sie von den umliegenden Dresdner Stadtteilen trennen. Dagegen ist Luga baulich eher mit Heidenau-Gommern zusammengewachsen. Entlang der Eisenbahnstrecke erstreckt sich ferner das Hauptumspannwerk Dresden-Süd und nördlich davon ein Industriegebiet. Im Südwesten Kleinlugas befindet sich eine Halde, die aus einem Lehmtagebau hervorging.
Wichtigste Straße von Luga ist die Staatsstraße 172, die unter dem Namen Dohnaer Straße den Stadtteil durchquert und über die sich in 15-minütiger Fahrtzeit ein Anschluss zur Innenstadt herstellen lässt. Von ihr zweigen der Straßenzug Steile Straße/Lugturmstraße, der Kleinluga mit Heidenau-Wölkau verbindet, und die Lugaer Straße ab, die von Großluga aus in Richtung Niedersedlitz führt. Außerdem gibt es in Luga insgesamt 15 weitere benannte Straßen. Bereits seit mehreren Jahren wird der Neubau einer Ortsumgehung von Luga geplant; die S 172 soll dann nördlich um die Ortslage herumgeführt werden. Direkt westlich von Luga liegt die Anschlussstelle Heidenau der A 17. Öffentliche Verkehrsmittel sind die Buslinie 65 der Dresdner Verkehrsbetriebe sowie die Linie H/S des vom RVSOE betriebenen Pirnaer Nahverkehrs. Im äußersten Nordosten Großlugas befindet sich der S-Bahn-Haltepunkt Dresden-Zschachwitz.

## Geschichte
Die Dörfer Groß- und Kleinluga waren über Jahrhunderte administrativ und grundherrschaftlich nicht miteinander verbunden und weisen daher auch Unterschiede in der Ortshistorie auf. Erst mit der Vereinigung beider Landgemeinden unter dem Namen Luga 1922 teilen beide eine gemeinsame Geschichte. Gemeinsam ist ihnen jedoch der slawische Ursprung des Ortsnamens. Er leitet sich wahrscheinlich ab von ług, dem altsorbischen Wort für Grassumpf, feuchte und bewaldete Niederung oder Wiesenbruch (vgl. Luch). Dies entspricht auch der Lage Lugas unterhalb eines Hanges am Rand der Elbniederung und in der Nähe des Ausgangs des Maltentals.

### Großluga

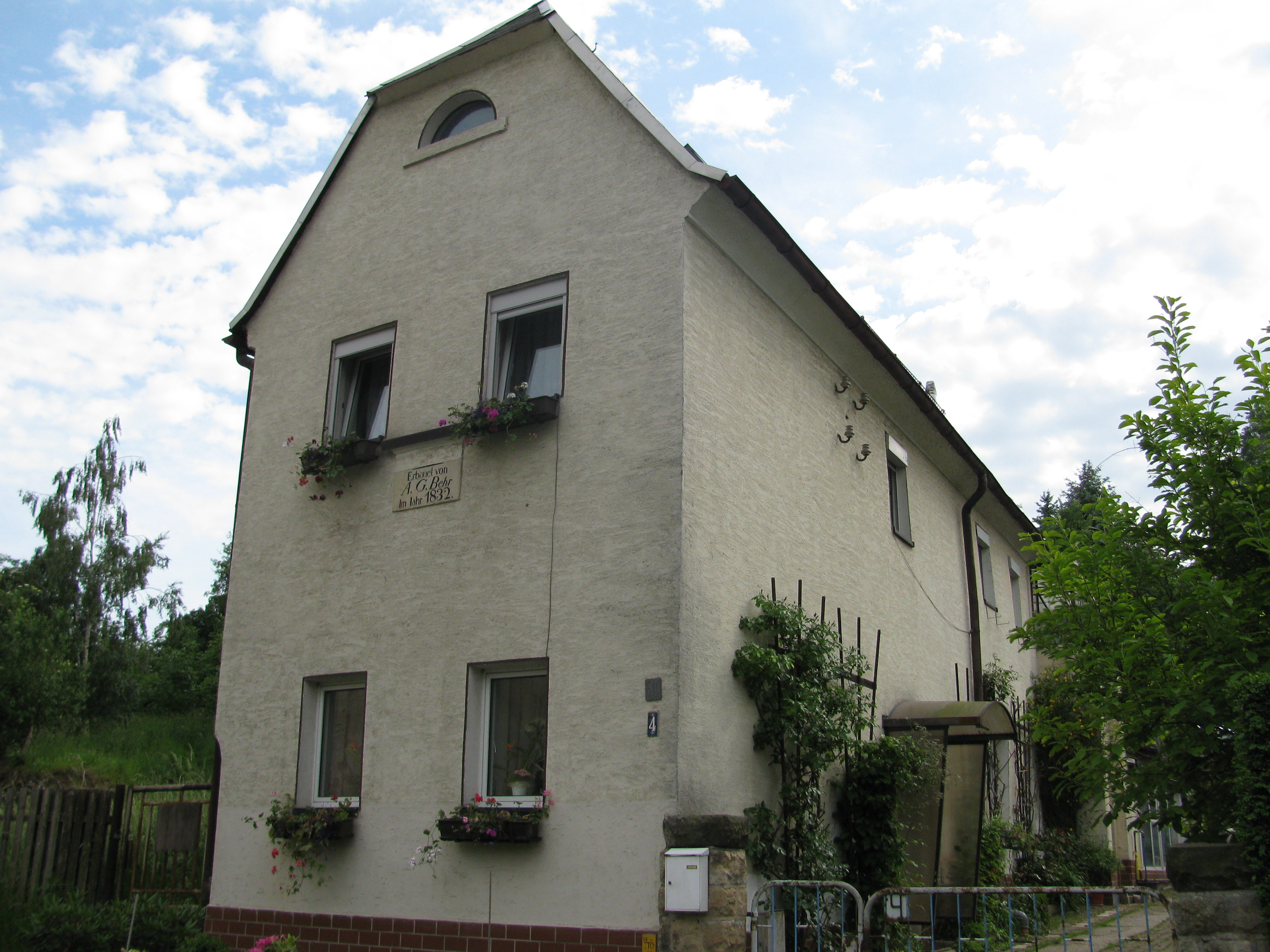
Gebäude am Lugaer Platz, dem Großlugaer Dorfkern

Das Dorf Großluga entstand als Rundling und war mit einer Block- und Streifenflur ausgestattet. Im Jahre 1321 wurde es als villa dicta Luge erstmals erwähnt; die beiden ersten Wörter entstammen dem Mittellatein, sodass der Name mit Dorf, genannt Luga übersetzt werden kann. Bereits 1378 wurde zwischen Luk major (Großes Luga) und seinem kleineren, offensichtlich gleichnamigen Nachbardorf unterschieden. In der Folgezeit ist diese Differenzierung jedoch teilweise nicht mehr vorhanden. Die Ursache dafür liegt in der Zugehörigkeit zu verschiedenen Grundherrschaften und Ämtern. So wird Großluga im 15. und 16. Jahrhundert als Luge, Lugk und Luck erwähnt; 1547 heißt es dann wieder Gros Luga oder Gros Lugaw.
Zunächst befand sich Großluga im Besitz der Burggrafen von Dohna und unterstand ab 1321 dem Kloster Altzella. Friedrich der Streitbare belehnte im Jahr 1408 Angehörige des Dresdner Patriziergeschlechts Busmann mit dem Dorf; zu den späteren Lehnsherren gehörten die Familie Lange aus Röhrsdorf sowie das alte kursächsische Adelsgeschlecht von Staupitz, von dem ein Zweig auf dem Rittergut in Zehista saß. Die anfänglich komplette Zugehörigkeit zum Amt Dresden wich Mitte des 16. Jahrhunderts vorerst zugunsten eines Pirnaer Anteils, bis um 1690 das gesamte Dorf ans Amt Pirna überging. Noch 1875 gehörte Großluga zur Amtshauptmannschaft Pirna und kam erst später zur Amtshauptmannschaft Dresden. Eingepfarrt war der Ort nach Dohna.

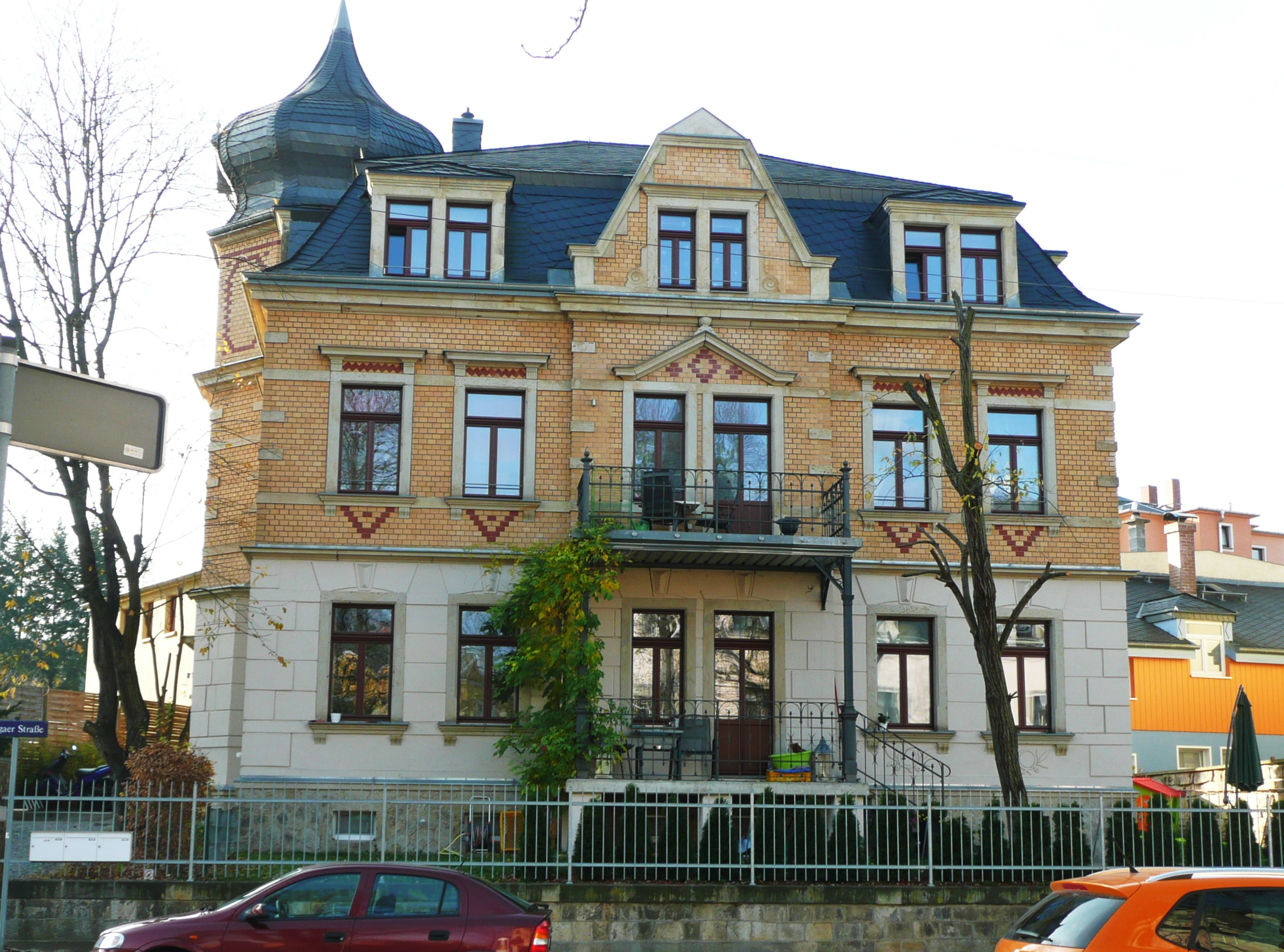
Rathaus von Großluga von 1898

Das Schulhaus der 1841 gegründeten Schulgemeinschaft von Groß- und Kleinluga mit Gommern und Wölkau wurde im selben Jahr in Großluga errichtet; seit 1899 besteht ein neues Schulgebäude an der Kleinlugaer Straße, das heute durch die 90. Grundschule genutzt wird. Im Jahr 1898 wurde überdies ein eigenes Rathaus gebaut. Bis zum Ende des 19. Jahrhunderts bestand Großluga nur aus wenigen Gehöften; die Haupterwerbsquelle der Bewohner war die Landwirtschaft und daneben auch der Obstbau, der Anbau von Wein und Flachs sowie die Strohflechterei. Die Errichtung der Eisenbahnstrecke brachte dann einen Aufschwung mit sich; im heutigen Südosten Dresdens gründete sich eine Vielzahl von Industriebetrieben. Da für die Arbeiter und Angestellten dieser Werke Wohnraum benötigt wurde, dehnte sich Großluga über den Dorfkern hinaus nach Nordwesten aus und neue Mietshäuser entstanden. Außerdem siedelte sich in Großluga selbst nahe der Grenze zu Niedersedlitz direkt nördlich der Bahnstrecke die Stahlbau-Firma Kelle & Hildebrandt an.

### Kleinluga
Die Kleinlugaer Flur war schon während der Mittleren Bronzezeit bewohnt. Dies geht aus verschiedenen Relikten einer im Lehmtagebaugelände ausgegrabenen Siedlung hervor, die auf diese Epoche datiert wurden. Vorgefunden wurden alte Keramiken, Mahlsteine und Vorratsgruben. Zwischen Kleinluga und Niedersedlitz entdeckte man außerdem die Überreste einer slawischen Siedlung aus dem 11. und 12. Jahrhundert.

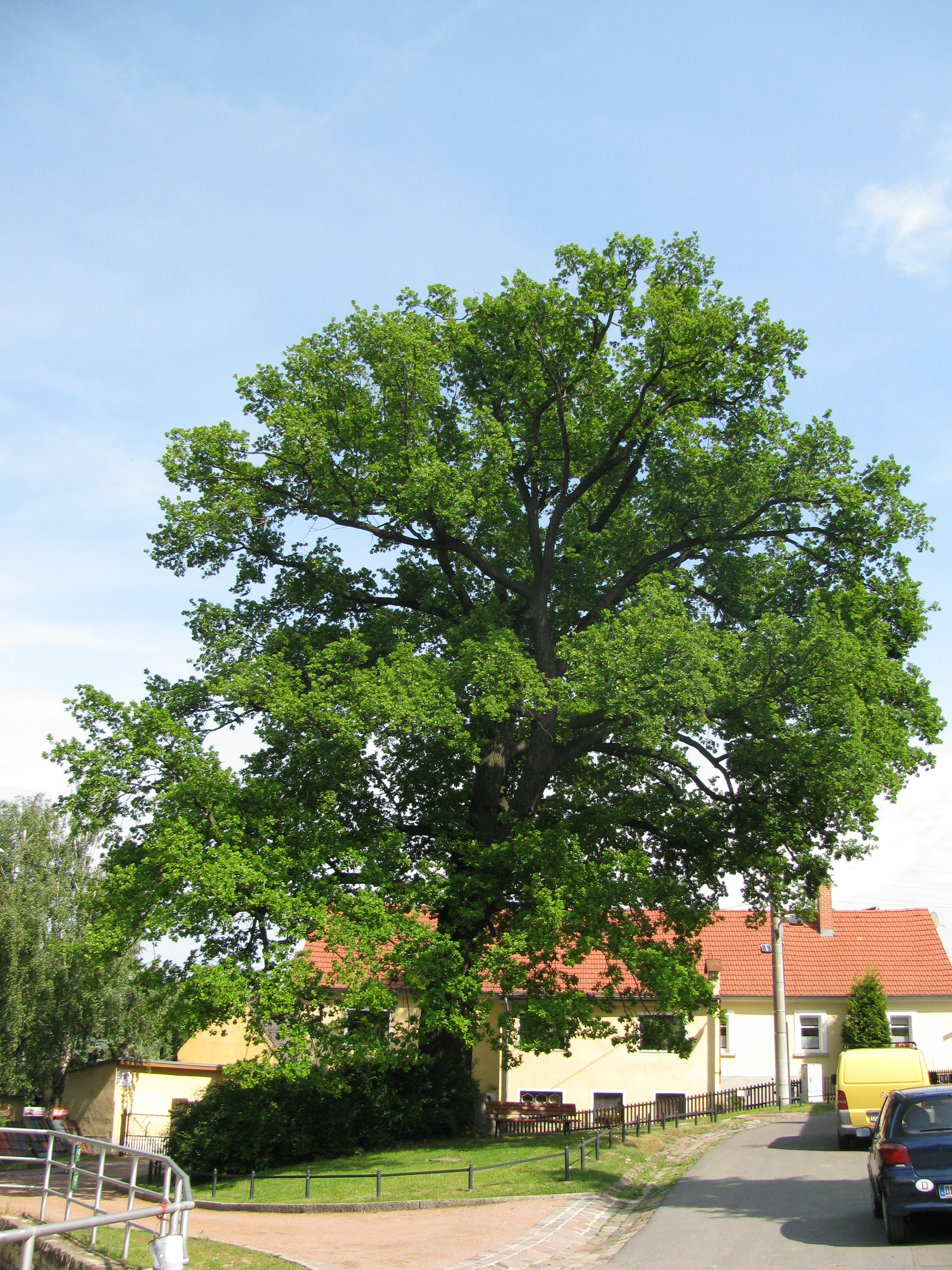
Luthereiche am Teichplatz, dem Dorfkern Kleinlugas

Der etwas lockerer bebaute Rundling Kleinluga hatte eine Blockflur. Im Jahr 1378 wurde es im Unterschied zu Großluga als Lug minor erstmals erwähnt, was mit Kleines Luga übersetzt werden kann. Der Ortsname entwickelte sich anschließend im 15. und 16. Jahrhundert über die Formen Lußk, Lußkaw, Leischke und Lauscke hin zu Klein Luge, das 1547 und 1554 genannt wird. Im Jahr 1610 heißt das Dorf Klein Lauschka. Auffällig ist bei den früheren Namensformen Kleinlugas ein im Vergleich zu Großluga stärkerer Bezug zum mit ług urverwandten altsorbischen Wort łuza, das für eine sumpfige, feuchte Wiese steht (vgl. Lausitz und Lausenbach).
Kleinluga, das damals noch ausgesprochen wenige Gehöfte umfasste, gehörte laut alten Urkunden 1445 zum Besitz eines Hans Marschalgk. Auch dem Meißner Domstift war man tributpflichtig. Im Jahr 1453 tauschte Caspar von Schönberg, damaliger Bischof von Meißen, mit dem sächsischen Kurfürsten Friedrich dem Sanftmütigen Teile von Kleinluga gegen ein anderes Dorf ein. Ab 1501 übte der Rittergutsbesitzer von Oberlockwitz, zunächst Stephan Alnpeck, die Grundherrschaft aus; fortan waren Lockwitz und Kleinluga fest miteinander verbunden. Im Jahr 1572 brach zwischen den Grundherren und Einwohnern beider Lugas ein Streit um die knappen Wasserreserven aus; das Trinkwasser musste über lange Röhrfahrten in die Dörfer geleitet werden. Wie Großluga gehörte auch Kleinluga zur Dohnaer Parochie. Verwaltet wurde es aber im Unterschied zu seinem Nachbardorf fast durchgehend vom Amt beziehungsweise der Amtshauptmannschaft Dresden.
Südlich von Kleinluga verlief die Dresden-Teplitzer Poststraße, die heute in diesem Abschnitt Alte Landstraße heißt. Über diese wichtige Handels- und Heerstraße in Richtung Böhmen zog häufig Militär, was beispielsweise während der Dohnaischen Fehde um 1402 und der Befreiungskriege um 1813 einige Beeinträchtigungen für Luga mit sich brachte. Im Verlauf der Nordischen Kriege waren in Luga Soldaten der Sächsischen Armee einquartiert. Auch in Kleinluga wurde vorwiegend Landwirtschaft betrieben. Das Dorf wurde 1839 zur Landgemeinde. Um 1900 siedelten sich auch hier zahlreiche Arbeiter an, die in benachbarten Industriebetrieben oder den damals drei Lugaer Ziegeleien arbeiteten. Die größte dieser drei Kleinlugaer Ziegeleien war die Ziegelei Waschneck. Seit 1880 steht mit dem vom Gebirgsverein für die Sächsische Schweiz erbauten Lugturm ein bekanntes Ausflugsziel auf dem Lugberg südlich von Dresden. Seit 2017 finden wieder Veranstaltungen am Lugturm statt.

### Luga
Im Jahr 1920 wurde Kleinluga nach Großluga eingemeindet, die entstandene Gemeinde hieß Luga. Nur zwei Jahre später wurden Groß- und Kleinluga Ortsteile von Niedersedlitz. Ab 1930 bildete Luga mit Lockwitz eine eigene Kirchgemeinde in der dortigen Schlosskirche. Zwischen 1936 und 1938 entstand im Westen Lugas eine Wohnsiedlung. Gemeinsam mit Niedersedlitz erfolgte zum 1. Juli 1950 die Eingemeindung nach Dresden. Drei Jahre später schlossen sich die Lugaer Bauern zu einer LPG zusammen, die später auf Lockwitz und Nickern ausgedehnt wurde.
Bis heute ist Luga hauptsächlich ein Wohnort, hat aber auch mehrere bedeutende Gewerbeunternehmen. Die Dorfkerne wurden nach der Wende restauriert. Nach 2000 entstand außerdem das Grüne Viertel, eine auch als Gartenstadt Großluga bekannte kleine Wohnsiedlung im Westen Großlugas.

## Einwohnerentwicklung
| Jahr    | Großluga                       | Kleinluga                   | gesamt |
| ------- | ------------------------------ | --------------------------- | ------ |
| 1547/51 | 10 besessene Mann, 19 Inwohner | 5 besessene Mann            | k. A.  |
| 1764    | 11 besessene Mann, 1 Häusler   | 4 besessene Mann, 9 Häusler | k. A.  |
| 1834    | 70                             | 83                          | 153    |
| 1871    | 121                            | 134                         | 255    |
| 1890    | 150                            | 145                         | 295    |
| 1910    | 691                            | 295                         | 986    |